# ساکورا نوجیما
ساکورا نوجیما (انگلیسی: Sakura Nojima؛ زادهٔ ۲۵ آوریل ۱۹۹۹) بازیکن فوتبال اهل ژاپن است.